# Cesjowate
Cesjowate (Caesionidae) – rodzina morskich, planktonożernych ryb okoniokształtnych (Perciformes), blisko spokrewniona z podobnie wyglądającymi lucjanowatymi (Lutjanidae). Obejmuje około 20 gatunków. Niektóre są jaskrawo ubarwione (m.in. cesja żółtogrzbieta i cesja żółtosmużka). Są poławiane gospodarczo.

## Występowanie
Ocean Indyjski oraz zachodni Pacyfik. Występują głównie na rafach koralowych, blisko powierzchni do głębokości 60 m.

## Cechy morfologiczne
Ciało wydłużone, wrzecionowatego kształtu, umiarkowanie bocznie ścieśnione, średnich lub małych rozmiarów (do około 50 cm długości całkowitej). Oś wzdłużna od końca pyszczka do środka płetwy ogonowej przechodzi przez środek oka. Oko umiarkowanie duże, o średnicy większej od długości pyska. Usta małe i wysuwalne. Otwór gębowy uzbrojony w drobne zęby. Płetwa grzbietowa ciągła, z 10 do 15 smukłymi i słabymi kolcami oraz 8 do 22 promieniami miękkimi. W płetwie odbytowej 3 kolce i 9 do 13 promieni miękkich; płetwy brzuszne z 1 kolcem i 5 promieniami miękkimi; płetwy piersiowe z 16 do 24 promieniami. Płetwa ogonowa wyraźnie rozwidlona, głęboko wcięta, z zaostrzonymi płatami. Liczba łusek w linii bocznej wynosi 45–88, a liczba kręgów 24.

## Biologia i ekologia
W ciągu dnia cesjowate pływają w otwartych wodach ponad rafą, tworząc bardzo duże, szybko przemieszczające się ławice, czasem złożone z różnych gatunków tej rodziny. W odróżnieniu od lucjanowatych, żywią się zooplanktonem. Noc spędzają w ukryciu na zewnętrznych stokach raf.

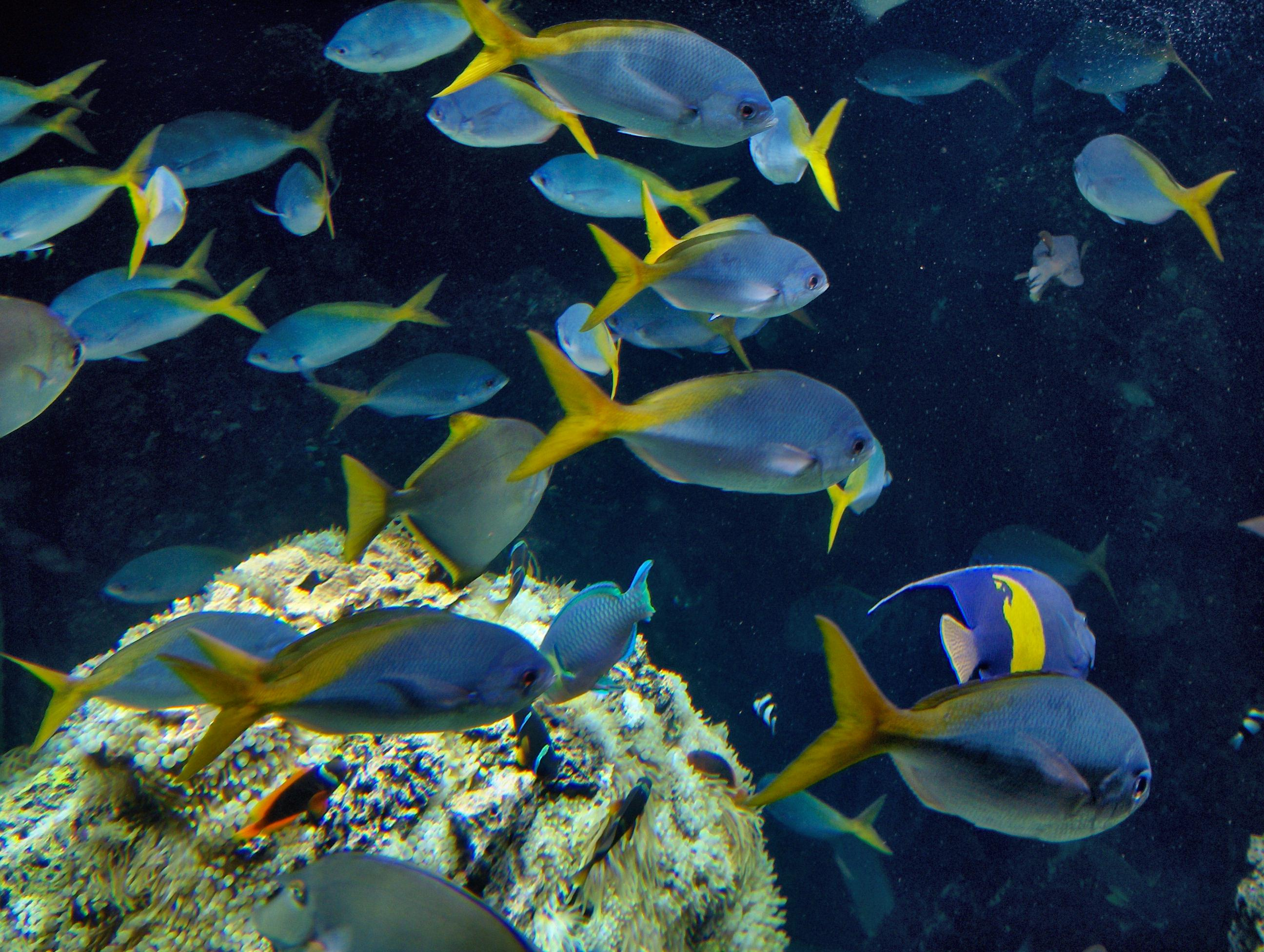
Caesio teres w muzeum oceanograficznym w Monako

## Klasyfikacja
Rodzaje zaliczane do tej rodziny:
Caesio – Dipterygonotus – Gymnocaesio – Pterocaesio
Rodzajem typowym rodziny jest Caesio.

## Znaczenie gospodarcze
Poławiane gospodarczo, zwłaszcza przez mniejsze statki. Sprzedawane głównie świeże, a czasami suszone lub jako tradycyjnie fermentowana pasta rybna.